# Никола Куштримовић
Никола Куштримовић (Доња Коњуша, ? — Блаце, 1944.) био је српски наредник за време Првог светског рата, Пећанчев војвода на почетку Другог светског рата и поручник Југословенске војске у отаџбини до 1944.
Носилац је сребрне војничке Карађорђеве звезде са мачевима.

## Биографија
Рођен је у Доњој Коњуши, срез прокупачки. Истакао се као храбар ратник у Балканским ратовима и унапређен је у чин поднаредника. За време повлачења српске војске у јесен 1915. године преко Албаније, напустио је јединицу и остао код куће у Доњој Коњуши. За време Топличког устанка истакао се као храбар борац и Коста Пећанац га је именовао за четвођу. За заслуге у Топличком устанку одликован је Сребрним војничким орденом Карађорђеве звезде са мачевима указом бр. 44 632 од 17. 12. 1920. године.
За време Другог светског рата био је војвода у јединицама Косте Пећанца, а касније је ступио у јединице Драже Михаиловића, где је унапређен у чин поручника на положају заменика команданта Друге косаничке бригаде, Горски штаб 115.
Овде се може поставити питање како је унапређен у поручника, а био је војвода- тако што је у званичној војсци Краљевине Србије пре почетка Другог светског рата био наредник. Војводска титула није била озваничена од стране државе и војске, чији је формални наследник и продужетак била Југословенска војска у отаџбини под командом ђенерала Драгољуба Михаиловића.
Погинуо је 1944. године у борби са партизанима у околини Блаца борећи се као обичан војник.

## Галерија
- Део указа о одликовању Николе Куштримовића, штампан у Службеном војном листу од дана 12. јануара 1921. на странама 26-28.